# Marian Ziembiński
Marian Ziembiński (ur. 11 lipca 1928 w Łowiczu, zm. 18 lipca 2017) – polski szachista.

## Kariera szachowa
W latach 1953–1976 siedmiokrotnie wystąpił w finałach mistrzostw Polski. Największy sukces odniósł w swoim debiucie, zdobywając w Krakowie brązowy medal mistrzostw kraju, jako jedyny pokonując obu zwycięzców, Bogdana Śliwę oraz Henryka Szapiela. Wśród pozostałych finałów najlepiej zaprezentował się na mistrzostwach rozegranych w roku 1956 w Częstochowie, zajmując X miejsce.
Według retrospektywnego systemu Chessmetrics, najwyżej sklasyfikowany był w styczniu 1954 r., zajmował wówczas 255. miejsce na świecie.